# Edwin Ávila Vanegas
Edwin Alcibiades Ávila Vanegas (Cali, 21 de novembre de 1989) és un ciclista colombià, professional des del 2013.
Del seu palmarès destaquen els resultats en el ciclisme en pista. S'ha proclamat dos cops campió del món en puntuació.
El 2016 va aconseguir el Campionat nacional en ruta.
El 12 de juliol de 2021 va ser suspès durant tres anys per sonar positiu en un control antidopatge.

## Palmarès en pista
- 2008
  - 1r als Campionats Panamericans en Persecució per equips
- 2010
  - Medalla d'or als Jocs Sud-americans en Persecució per equips
  - Medalla d'or als Jocs Centreamericans i del Carib en Persecució per equips
  - 1r als Campionats Panamericans en Persecució per equips
- 2011
  -  Campió del món de puntuació
  - Medalla d'or als Jocs Panamericans en Persecució per equips
  - 1r als Campionats Panamericans en Persecució per equips
  - 1r als Campionats Panamericans en Puntuació
- 2014
  -  Campió del món de puntuació
  - Medalla d'or als Jocs Sud-americans en Persecució per equips
- 2016
  - Medalla d'or als Campionats de Colòmbia en cursa a l'americana
- 2017
  - Medalla d'or als Campionats de Colòmbia en cursa a l'americana
- 2018
  - Medalla d'or als Jocs Centreamericans i del Carib en òmnium

### Resultats a laCopa del Món en pista
- 2009-2010
  - 1r a Cali, en Persecució per equips
- 2012-2013
  - 1r a Cali, en Persecució per equips

## Palmarès en ruta
- 2016
  -  Campió de Colòmbia en ruta
- 2017
  - Vencedor de 2 etapes al Tour de Taiwan
  - Vencedor d'una etapa al Tour de l'Azerbaidjan
  - Vencedor d'una etapa al Sibiu Cycling Tour
- 2018
  - Vencedor d'una etapa al Tour de Taiwan
- 2019
  - 1r al Volta Internacional Cova da Beira i vencedor d'una etapa
  - Vencedor d'una etapa al Tour de Rwanda

### Resultats al Giro d'Itàlia
- 2013. 164è de la classificació general
- 2014. Fora de temps (9a etapa)